# 에드워드 윈터
에드워드 윈터(Edward Winter, 1937년 6월 3일 ~ 2001년 3월 8일)는 미국의 텔레비전 배우, 영화배우, 성우, 연극 배우이다.
벤투라에서 태어났으며 할리우드에서 사망하였다. 사인은 파킨슨병이다.

## 영화
- 베이루트 SOS (1991년)
- 증인 (1990년)
- 크리스마스 선물 (1986년)
- 타이티의 열정 (1986년)
- 미라클 인간 (1985년)
- 버디 시스템 (1984년) - 짐 파크스 역
- 액트 오브 패션 (1984년)
- 포키스 2 (1983년)
- A 특공대 - TV시리즈 (1983년)
- 더 빅 블랙 필 (1981년)
- 계절의 변화 (1980년)
- 제1구조대 (1979년)
- 꿈꾸는 낙원 (1978년)
- 달라스 (1978년)
- 게더링 (1977년)
- 암살단 (1974년)
- 명탐정 바나비 존즈 (1973년)
- 매쉬 - 시리즈 (1972년)